# Flygets platser i Dayton
Flygets platser i Dayton (engelska: Dayton Aviation Sites) är ett av USA:s tentativa världsarv och består av fyra platser kopplade till bröderna Wrights arbete med utvecklingen av flyget:
- Flygfältet Huffman Prairie
- Wright Cycle Company och Wrigth & Wright Printing
- Wright Hall
- Hawthorn Hill

Huffman Prairieanvändes som betesmarker när bröderna började sina testflygningar 1904.. I huset där bröderna hade sin cykelverkstad och sitt tryckeri finns utställningar om deras verksamhet. Wright Hall är ett flyghangar byggt på 1940-talet där brödernas flygplan Wright Flyer III står. Hawthorn Hill är en herrgård där Orville Wright bodde 1914-1948.